# Sechellophryne gardineri
A Sechellophryne gardineri a kétéltűek (Amphibia) osztályának békák (Anura) rendjébe és a seychelle-szigeteki békafélék (Sooglossidae) családjába tartozó faj.

## Előfordulása
Az Indiai-óceánban fekvő Seychelle-szigetek endemikus faja. A szigetcsoport Mahé és Silhouette szigetén 200–900 m-es tengerszint feletti magasságban elterülő trópusi esőerdőkben honos.

## Nevének eredete
Nevét John Stanley Gardiner brit zoológus tiszteletére kapta.

## Megjelenése
A Sechellophryne gardineri apró békafaj, a hímek testhossza 10,1 ± 0,8 mm, a nőstényeké 11,5 ± 1,0 mm. Feje lapos és széles. Szeme nagy, pofája hegyes, túlnyúlik az alsó állkapcsán. Orrnyílásai közelebb állnak az orrhegyéhez, mint a szemgödreihez. Szemei között hiányzik a bőrredő. Mellső végtaja vékony. Ujjai között úszóhártya található. Hátsó lába vékony és rövid, ám izmos hasonlóan combjához. Combja és hasi oldala sima. Hátán hét sor egyenletes eloszlású gumó található.
Háti bőre barna sima, melyen fekete pettyekből álló fordított V alakú minta látható. Némely egyednek fehér színű, barna kerületű bőrgumói vannak. Combja barna, fekete foltokkal. Hasi oldala fekete, szürke pettyekkel. Kéz- és lábfeje fekete. Írisze arany színű. A Mahé és Silhouette szigeten élő populációk között csak a színezésben található némi különbség.

## Taxonómiai helyzete
A Sechellophryne gardineri fajt leírásakor a Sooglossus nembe sorolták be, melyben vele együtt 2002-ben három faj volt. Azóta Nussbaum és Wu 2007-ben leválasztotta a Sooglossusról. A Sooglossus eredeti három faja közül a Sechellophryne gardineri a legszélesebb területen elterjedt, képes alkalmazkodni a másodlagos élőhelyekhez.
A genetikai vizsgálatok azt sugallják, hogy a faj két populációja távol áll egymástól, lehetséges, hogy két külön fajhoz tartoznak. Emiatt javasolták, hogy természetvédelmi célokból mindkét populációt evolúciósan jelentős egységként tartsák számon.

## Természetvédelmi helyzete
A vörös lista a veszélyeztetett fajok között tartja nyilván. A két fő fenyegetést a klímaváltozás, valamint élőhelyének romlása jelenti erdőtüzek és invázív fajok következtében. A klímaváltozás 10 éves időtávlatban populációjának 10%-os csökkenését eredményezte, annak ellenére, hogy a faj tolerálja a száraz körülményeket.